# 久田村 (長崎県)
久田村（くたむら）は、長崎県下県郡にあった村。1912年（明治45年）に与良村及び厳原町の各一部より分立し、1956年（昭和31年）に厳原町、豆酘村、佐須村と合併し、改めて発足した厳原町の一部となった。
現在の対馬市厳原町の南東部にあたる。

## 地理
対馬島の南東部に位置する。
- 山：有明山、矢立山、竜良山、木槲山（もっこくやま）、増木庭山、舞石ノ壇山、断伐山、板置山、小鳥毛山、河原田山、松無山、碇隅山、神山、下崎山、宮ノ岳山、下原山、竜本山、丸隈山、ダシ山、向山、大崎山、在家山、嗚呼難儀坂（あなぎざか）
- 島嶼：内院島、輪島
- 河川：内院川、瀬川、久田川、久和川
- 港湾：厳原港、久和浦、内院浦、安神浦、尾浦浦、瀬浦

## 沿革
- 1908年（明治41年）4月1日 - 島嶼町村制施行により、豆酘村・尾浦村・安神村・久和村・与良内院村・豆酘内院村・豆酘瀬村・佐須瀬村・内山村が合併し下県郡与良村が発足[3]。
- 1912年（明治45年）4月1日 - 与良村が以下の2村に分割される[1][2]。
  - 与良村の一部（大字尾浦・安神・久和・与良内院・豆酘内院・豆酘瀬・佐須瀬・内山）と厳原町の一部（大字久田）が合併し、久田村が発足。
  - 与良村の残部（大字豆酘）より豆酘村が発足。
- 1956年（昭和31年）9月30日 - 厳原町・豆酘村・佐須村と合併して改めて厳原町が発足し、久田村は自治体として消滅。

## 地名
大字を行政区域とする。
- 安神（あがみ）
- 内山（うちやま）
- 尾浦（おうら）
- 久田（くた）
- 久和（くわ）
- 佐須瀬（さすせ）
- 豆酘瀬（つつせ）
- 豆酘内院（つつないいん）
- 与良内院（よらないいん）

## 名所・旧跡
- 竜良山原始林[4]
- お船江跡[5]